# Rząd Holandii
Rząd Holandii jest organem władzy wykonawczej w Holandii. W skład rządu wchodzą premier, ministrowie oraz sekretarze stanu.
Od 2 lipca 2024 władzę sprawuje rząd Dicka Schoofa. 